# İsmet Atlı
İsmet Atlı (* 1931 in Çukurören; † 4. April 2014 in Kozan) war ein türkischer Ringer. Er war 1960 Olympiasieger im Halbschwergewicht.

## Karriere
İsmet Atlı wuchs in Adana auf und kam bald zum Ringen. Im Laufe seiner Karriere waren Necati Tokbudak, Nuri Boytorun, Yasar Doğu und Celal Atik seine Trainer. 1951 begann seine internationale Laufbahn, die bis 1962 dauerte und mit dem Olympiasieg in Rom 1960 ihren Höhepunkt erreichte. Nach Beendigung seiner aktiven Zeit arbeitete er als Trainer in der Türkei. Am 4. April 2014 starb Atlı in einem Krankenhaus von Kozan.

## Internationale Erfolge
(OS = Olympische Spiele, WM = Weltmeisterschaft, F = Freistil, gr = griechisch-römischer Stil, Mi = Mittelgewicht, HS = Halbschwergewicht)
- 1951: 1. Platz, Mittelmeerspiele in Alexandria, F, Mi
- 1952: 5. Platz, OS in Helsinki, gr, HS, mit Sieg über Josef Schummer (Luxemburg) und Niederlagen gegen Gyula Kovács (Ungarn) und Umberto Silvestri (Italien)
- 1953: 4. Platz, WM in Neapel, gr, Mi, nach Siegen über Johann Sterr (Deutschland), Kleisinger, (Österreich), Gyula Németi (Ungarn), Kalervo Rauhala (Finnland) und einer Niederlage gegen Giwi Kartosia (UdSSR)
- 1954: 2. Platz, WM in Tokio, F, Mi, nach Siegen über György Gurics (Ungarn), Genuth, (Argentinien), Kazuo Katsuramoto (Japan), Giwi Kartosia (UdSSR) und der Finalniederlage gegen Abbas Zandi (Iran)
- 1955: 5. Platz, WM in Karlsruhe, gr, Mi, nach Siegen über Splitek (CSSR), Lazăr Bujor (Rumänien) und Niederlagen gegen György Gurics (Ungarn) und Rune Jansson (Schweden)
- 1956: 1. Platz, Welt-Cup in Istanbul, F, Mi, nach Siegen über Nikola Nikolov (Bulgarien), Lepri (Italien), Giorgi Schirtladse (UdSSR) und Kazuo Katsuramoto (Japan)
- 1956: 4. Platz, OS in Melbourne, F, Mi, nach Siegen über Faiz (Pakistan), Kazuo Katsuramoto (Japan), Abbas Zandi (Iran) und einer Niederlage gegen Gogua Shirtladze (UdSSR)
- 1957: 3. Platz, WM in Istanbul, F, HS, nach Siegen über Nouri (Iran), Yamazaki (Japan), György Gurics (Ungarn), einem Unentschieden gegen Boris Kulajew (UdSSR) und einer Niederlage gegen Petko Sirakow (Bulgarien)
- 1960: Goldmedaille, OS in Rom, F, HS, mit Siegen über Holzherr (Schweiz), Anatoli Albul (UdSSR), Walko Kostow (Bulgarien), Robert Steckle (Kanada), Viking Palm (Schweden) und Gholam Reza Takhti (Iran)
- 1962: 3. Platz, WM in Toledo (Ohio)/USA, gr, HS, mit Sieg über Sugiyama (Japan), unentschieden gegen Nicolae Martinescu (Rumänien) und Bojan Radew (Bulgarien) und einer Niederlage gegen Rostom Abaschidse (UdSSR)
- 4. Platz, WM in Toledo/USA, F, HS, mit Siegen über Said Mustafow (Bulgarien), Esko Ojanperä (Kanada) und Niederlagen gegen Alexander Medwed (UdSSR) und Gholam Reza Takhti (Iran)